# Еріка Адамс
Еріка Адамс (англ. Erica Adams; нар. 16 липня 1969) — колишня американська тенісистка.
Найвищу одиночну позицію світового рейтингу — 215 місце досягла 13 березня 1995, парну — 203 місце — 9 травня 1994 року.
Здобула 2 одиночні та 4 парні титули.

## Фінали ITF
| турніри $25,000 |
| турніри $10,000 |

### Одиночний розряд: 3 (2–1)
| Результат | Ранг | Дата            | Турнір             | Покриття | Суперниця         | Рахунок       |
| --------- | ---- | --------------- | ------------------ | -------- | ----------------- | ------------- |
| Перемога  | 1.   | 22 березня 1993 | Хараре, Зімбабве   | Тверде   | Кара Блек         | 6–2, 6–3      |
| Поразка   | 1.   | 29 березня 1993 | Габороне, Ботсвана | Тверде   | Рене Менц         | 4–6, 6–3, 3–6 |
| Перемога  | 2.   | 8 січня 1996    | Сан-Антоніо, США   | Тверде   | Келлі Пейс-Вілсон | 6–3, 4–6, 6–3 |

### Парний розряд: 7 (4–3)
| Результат | Ранг | Дата             | Турнір                                  | Покриття | Партнерка          | Суперниці                        | Рахунок       |
| --------- | ---- | ---------------- | --------------------------------------- | -------- | ------------------ | -------------------------------- | ------------- |
| Поразка   | 1.   | 12 квітня 1993   | Габороне, Ботсвана                      | Тверде   | Келлі Сторі        | Паула Іверсен Клер Сешшинс Бейлі | 7–5, 1–6, 5–7 |
| Перемога  | 1.   | 31 січня 1994    | Мідленд, США                            | Тверде   | Джері Інгрем       | Трейсі Роджерс Вікі Пейнтер      | 6–1, 5–7, 6–4 |
| Поразка   | 2.   | 15 січня 1996    | Зе-Вудлендс (Техас), США                | Тверде   | Клер Сешшинс Бейлі | Нора Кевеш Келлі Пейс-Вілсон     | 5–7, 6–4, 2–6 |
| Перемога  | 2.   | 23 червня 1996   | Пічтрі-Сіті (Джорджія), США             | Тверде   | Ніно Луарсабішвілі | Джоанн Ліммер Ліза Макші         | 6–3, 7–6(4)   |
| Поразка   | 3.   | 8 червня 1997    | Літл-Рок, США                           | Тверде   | Тіна Самара        | Емі Дженсен Саманта Рівз         | 0–6, 4–6      |
| Перемога  | 3.   | 20 жовтня 1997   | Пуерто-Вальярта, Мексика                | Тверде   | Каті Шлукебір      | Ґюльберк Ґюльтекін Клара Удофа   | 6–3, 6–4      |
| Перемога  | 4.   | 9 листопада 1997 | Санто-Домінго, Домініканська Республіка | Ґрунт    | Ребекка Єнсен      | Мілагрос Секера Жаклін Розен     | 6–3, 6–3      |